# Selección de fútbol sala de Malasia
La Selección de fútbol sala de Malasia es el equipo que representa al país en la Copa Mundial de fútbol sala de la FIFA, en el campeonato Asiático de Futsal y otros torneos de la especialidad; y es controlado por la Asociación de Fútbol de Malasia.

## Estadísticas

### Copa Mundial de Futsal FIFA
| Copa Mundial de fútbol sala de la FIFA | Copa Mundial de fútbol sala de la FIFA | Copa Mundial de fútbol sala de la FIFA | Copa Mundial de fútbol sala de la FIFA | Copa Mundial de fútbol sala de la FIFA | Copa Mundial de fútbol sala de la FIFA | Copa Mundial de fútbol sala de la FIFA | Copa Mundial de fútbol sala de la FIFA |
| Año                                    | Ronda                                  | J                                      | G                                      | E                                      | P                                      | GF                                     | GC                                     |
| -------------------------------------- | -------------------------------------- | -------------------------------------- | -------------------------------------- | -------------------------------------- | -------------------------------------- | -------------------------------------- | -------------------------------------- |
| 1989 - 1992                            | No participó                           | No participó                           | No participó                           | No participó                           | No participó                           | No participó                           | No participó                           |
| 1996                                   | Primera ronda                          | 3                                      | 0                                      | 0                                      | 3                                      | 4                                      | 24                                     |
| 2000                                   | No clasificó                           | No clasificó                           | No clasificó                           | No clasificó                           | No clasificó                           | No clasificó                           | No clasificó                           |
| 2004                                   | No clasificó                           | No clasificó                           | No clasificó                           | No clasificó                           | No clasificó                           | No clasificó                           | No clasificó                           |
| 2008                                   | No clasificó                           | No clasificó                           | No clasificó                           | No clasificó                           | No clasificó                           | No clasificó                           | No clasificó                           |
| 2012                                   | No clasificó                           | No clasificó                           | No clasificó                           | No clasificó                           | No clasificó                           | No clasificó                           | No clasificó                           |
| 2016                                   | No clasificó                           | No clasificó                           | No clasificó                           | No clasificó                           | No clasificó                           | No clasificó                           | No clasificó                           |
| 2021                                   | No clasificó                           | No clasificó                           | No clasificó                           | No clasificó                           | No clasificó                           | No clasificó                           | No clasificó                           |
| 2024                                   | No clasificó                           | No clasificó                           | No clasificó                           | No clasificó                           | No clasificó                           | No clasificó                           | No clasificó                           |
| Total                                  | 1/9                                    | 3                                      | 0                                      | 0                                      | 3                                      | 4                                      | 24                                     |

### Copa Asiática de Futsal de la AFC
| Copa Asiática de Futsal de la AFC | Copa Asiática de Futsal de la AFC | Copa Asiática de Futsal de la AFC | Copa Asiática de Futsal de la AFC | Copa Asiática de Futsal de la AFC | Copa Asiática de Futsal de la AFC | Copa Asiática de Futsal de la AFC | Copa Asiática de Futsal de la AFC |
| Año                               | Ronda                             | J                                 | G                                 | E                                 | P                                 | GF                                | GC                                |
| --------------------------------- | --------------------------------- | --------------------------------- | --------------------------------- | --------------------------------- | --------------------------------- | --------------------------------- | --------------------------------- |
| 1999                              | Fase de grupos                    | 3                                 | 0                                 | 1                                 | 2                                 | 11                                | 24                                |
| 2000                              | No participó                      | No participó                      | No participó                      | No participó                      | No participó                      | No participó                      | No participó                      |
| 2001                              | Fase de grupos                    | 4                                 | 0                                 | 0                                 | 4                                 | 11                                | 27                                |
| 2002                              | Fase de grupos                    | 3                                 | 1                                 | 0                                 | 2                                 | 8                                 | 30                                |
| 2003                              | Fase de grupos                    | 3                                 | 0                                 | 0                                 | 3                                 | 3                                 | 20                                |
| 2004                              | Primera ronda                     | 3                                 | 1                                 | 0                                 | 2                                 | 18                                | 18                                |
| 2005                              | Primera ronda                     | 6                                 | 2                                 | 1                                 | 3                                 | 25                                | 18                                |
| 2006                              | Fase de grupos                    | 3                                 | 1                                 | 0                                 | 2                                 | 6                                 | 15                                |
| 2007                              | Fase de grupos                    | 3                                 | 0                                 | 0                                 | 3                                 | 3                                 | 26                                |
| 2008                              | Fase de grupos                    | 3                                 | 1                                 | 0                                 | 2                                 | 8                                 | 19                                |
| 2010                              | No clasificó                      | No clasificó                      | No clasificó                      | No clasificó                      | No clasificó                      | No clasificó                      | No clasificó                      |
| 2012                              | No clasificó                      | No clasificó                      | No clasificó                      | No clasificó                      | No clasificó                      | No clasificó                      | No clasificó                      |
| 2014                              | Fase de grupos                    | 3                                 | 1                                 | 0                                 | 2                                 | 8                                 | 11                                |
| 2016                              | Fase de grupos                    | 3                                 | 0                                 | 0                                 | 3                                 | 4                                 | 19                                |
| 2018                              | Fase de grupos                    | 3                                 | 1                                 | 0                                 | 2                                 | 7                                 | 9                                 |
| 2022                              | No clasificó                      | No clasificó                      | No clasificó                      | No clasificó                      | No clasificó                      | No clasificó                      | No clasificó                      |
| Total                             | 12/16                             | 40                                | 8                                 | 2                                 | 30                                | 112                               | 236                               |

### Campeonato de Futsal de la OFC
| Campeonato de Futsal de la OFC | Campeonato de Futsal de la OFC | Campeonato de Futsal de la OFC | Campeonato de Futsal de la OFC | Campeonato de Futsal de la OFC | Campeonato de Futsal de la OFC | Campeonato de Futsal de la OFC | Campeonato de Futsal de la OFC |
| Año                            | Ronda                          | J                              | G                              | E                              | P                              | GF                             | GC                             |
| ------------------------------ | ------------------------------ | ------------------------------ | ------------------------------ | ------------------------------ | ------------------------------ | ------------------------------ | ------------------------------ |
| 2013                           | Subcampeón                     | 5                              | 3                              | 1                              | 1                              | 23                             | 13                             |
| 2014                           | Campeón                        | 4                              | 3                              | 0                              | 1                              | 21                             | 14                             |
| Total                          | 2/13                           | 9                              | 6                              | 1                              | 2                              | 44                             | 27                             |

### AFF Futsal Championship
| AFF Futsal Championship Record | AFF Futsal Championship Record | AFF Futsal Championship Record | AFF Futsal Championship Record | AFF Futsal Championship Record | AFF Futsal Championship Record | AFF Futsal Championship Record | AFF Futsal Championship Record |
| Año                            | Ronda                          | J                              | G                              | E                              | P                              | GF                             | GC                             |
| ------------------------------ | ------------------------------ | ------------------------------ | ------------------------------ | ------------------------------ | ------------------------------ | ------------------------------ | ------------------------------ |
| 2001                           | 3º Lugar                       | 4                              | 2                              | 0                              | 2                              | 16                             | 23                             |
| 2003                           | Finalista                      | 6                              | 4                              | 0                              | 2                              | 21                             | 19                             |
| 2005                           | Finalista                      | 6                              | 3                              | 1                              | 2                              | 21                             | 15                             |
| 2006                           | Fase de grupos                 | 3                              | 1                              | 0                              | 2                              | 11                             | 9                              |
| 2007                           | 3º Lugar                       | 5                              | 1                              | 2                              | 2                              | 21                             | 27                             |
| 2008                           | 3º Lugar                       | 5                              | 4                              | 0                              | 1                              | 22                             | 11                             |
| 2009                           | Fase de grupos                 | 3                              | 1                              | 0                              | 2                              | 8                              | 14                             |
| 2010                           | Finalista                      | 5                              | 3                              | 0                              | 2                              | 9                              | 14                             |
| 2012                           | 4º Lugar                       | 6                              | 3                              | 0                              | 3                              | 22                             | 24                             |
| 2013                           | Fase de grupos                 | 4                              | 2                              | 0                              | 2                              | 26                             | 10                             |
| 2014                           | Fase de grupos                 | 4                              | 2                              | 0                              | 2                              | 19                             | 12                             |
| 2015                           | 3º Lugar                       | 6                              | 4                              | 0                              | 2                              | 30                             | 20                             |
| 2016                           | Por disputarse                 | Por disputarse                 | Por disputarse                 | Por disputarse                 | Por disputarse                 | Por disputarse                 | Por disputarse                 |
| Total                          | 13/13                          | 51                             | 26                             | 3                              | 22                             | 192                            | 178                            |

### Asian Indoor and Martial Arts Games
| Asian Indoor and Martial Arts Games Record | Asian Indoor and Martial Arts Games Record | Asian Indoor and Martial Arts Games Record | Asian Indoor and Martial Arts Games Record | Asian Indoor and Martial Arts Games Record | Asian Indoor and Martial Arts Games Record | Asian Indoor and Martial Arts Games Record | Asian Indoor and Martial Arts Games Record |
| Año                                        | Ronda                                      | J                                          | G                                          | E                                          | P                                          | GF                                         | GC                                         |
| ------------------------------------------ | ------------------------------------------ | ------------------------------------------ | ------------------------------------------ | ------------------------------------------ | ------------------------------------------ | ------------------------------------------ | ------------------------------------------ |
| 2005                                       | No participó                               | No participó                               | No participó                               | No participó                               | No participó                               | No participó                               | No participó                               |
| 2007                                       | Cuartos de final                           | 4                                          | 2                                          | 0                                          | 2                                          | 13                                         | 17                                         |
| 2009                                       | Cuartos de final                           | 4                                          | 2                                          | 0                                          | 2                                          | 16                                         | 24                                         |
| 2013                                       | Fase de grupos                             | 2                                          | 1                                          | 0                                          | 1                                          | 17                                         | 4                                          |
| 2017                                       | Por disputarse                             | Por disputarse                             | Por disputarse                             | Por disputarse                             | Por disputarse                             | Por disputarse                             | Por disputarse                             |
| Total                                      | 3/4                                        | 10                                         | 5                                          | 0                                          | 5                                          | 46                                         | 45                                         |

### Southeast Asian Games
| Southeast Asian Games Record | Southeast Asian Games Record | Southeast Asian Games Record | Southeast Asian Games Record | Southeast Asian Games Record | Southeast Asian Games Record | Southeast Asian Games Record | Southeast Asian Games Record |
| Año                          | Ronda                        | J                            | G                            | E                            | P                            | GF                           | GC                           |
| ---------------------------- | ---------------------------- | ---------------------------- | ---------------------------- | ---------------------------- | ---------------------------- | ---------------------------- | ---------------------------- |
| 2007                         | Finalista                    | 5                            | 3                            | 0                            | 2                            | 19                           | 22                           |
| 2011                         | 4º Lugar                     | 4                            | 1                            | 0                            | 3                            | 10                           | 18                           |
| 2013                         | Fase de grupos               | 2                            | 0                            | 1                            | 1                            | 8                            | 9                            |
| 2015                         | No se jugó                   | No se jugó                   | No se jugó                   | No se jugó                   | No se jugó                   | No se jugó                   | No se jugó                   |
| 2017                         | Clasificado                  |                              |                              |                              |                              |                              |                              |
| Total                        | 4/4                          | 9                            | 4                            | 0                            | 5                            | 29                           | 40                           |

### Tiger's Cup/World 5's Futsal
| Tiger's Cup/World 5's Futsal Record | Tiger's Cup/World 5's Futsal Record | Tiger's Cup/World 5's Futsal Record | Tiger's Cup/World 5's Futsal Record | Tiger's Cup/World 5's Futsal Record | Tiger's Cup/World 5's Futsal Record | Tiger's Cup/World 5's Futsal Record | Tiger's Cup/World 5's Futsal Record |
| Año                                 | Ronda                               | J                                   | G                                   | E                                   | P                                   | GF                                  | GC                                  |
| ----------------------------------- | ----------------------------------- | ----------------------------------- | ----------------------------------- | ----------------------------------- | ----------------------------------- | ----------------------------------- | ----------------------------------- |
| 1997                                | No participó                        | No participó                        | No participó                        | No participó                        | No participó                        | No participó                        | No participó                        |
| 1999                                | Fase de grupos                      | 2                                   | 0                                   | 0                                   | 2                                   | 0                                   | 17                                  |
| 2001                                | No participó                        | No participó                        | No participó                        | No participó                        | No participó                        | No participó                        | No participó                        |
| 2003                                | Finalista                           | 4                                   | 2                                   | 0                                   | 2                                   | 14                                  | 16                                  |
| 2008                                | Semifinales                         | 4                                   | 2                                   | 0                                   | 2                                   | 10                                  | 18                                  |
| Total                               | 3/5                                 | 8                                   | 4                                   | 0                                   | 4                                   | 24                                  | 34                                  |

## Récord Ante Países de Oposición
Actualizado al 23 de septiembre de 2014.
| Rival           | J   | G  | E  | P   | GF  | GC  | Dif  |
| --------------- | --- | -- | -- | --- | --- | --- | ---- |
| Afganistán      | 1   | 1  | 0  | 0   | 6   | 1   | +5   |
| Argentina       | 1   | 0  | 0  | 1   | 1   | 7   | −6   |
| Australia       | 8   | 0  | 2  | 6   | 12  | 31  | −19  |
| Baréin          | 1   | 1  | 0  | 0   | 6   | 3   | +3   |
| Bélgica         | 1   | 0  | 0  | 1   | 2   | 11  | −9   |
| Bután           | 1   | 1  | 0  | 0   | 16  | 0   | +16  |
| Brasil          | 1   | 0  | 0  | 1   | 0   | 15  | −15  |
| Brunéi          | 8   | 6  | 2  | 0   | 49  | 24  | +25  |
| Camboya         | 6   | 5  | 0  | 1   | 52  | 12  | +40  |
| Cataluña        | 1   | 0  | 0  | 1   | 1   | 4   | −3   |
| China           | 3   | 0  | 0  | 3   | 2   | 11  | −9   |
| China Taipéi    | 5   | 3  | 0  | 2   | 21  | 21  | 0    |
| Colombia        | 1   | 0  | 0  | 1   | 1   | 12  | −11  |
| Egipto          | 1   | 0  | 0  | 1   | 3   | 7   | −4   |
| Inglaterra      | 2   | 1  | 1  | 0   | 8   | 4   | +4   |
| Francia         | 1   | 0  | 0  | 1   | 0   | 2   | −2   |
| Guam            | 2   | 2  | 0  | 0   | 25  | 0   | +25  |
| Guatemala       | 1   | 0  | 0  | 3   | 7   | 17  | −10  |
| Hungría         | 1   | 0  | 0  | 1   | 0   | 12  | −12  |
| Indonesia       | 19  | 5  | 3  | 11  | 48  | 68  | −20  |
| Irán            | 5   | 0  | 0  | 5   | 6   | 64  | −58  |
| Irak            | 1   | 0  | 0  | 1   | 2   | 8   | −6   |
| Italia          | 1   | 0  | 0  | 1   | 1   | 10  | −9   |
| Japón           | 5   | 0  | 1  | 4   | 6   | 31  | −25  |
| Jordania        | 1   | 0  | 0  | 1   | 1   | 3   | −2   |
| Kazajistán      | 2   | 0  | 0  | 2   | 4   | 12  | −8   |
| Kuwait          | 2   | 0  | 1  | 1   | 7   | 8   | −1   |
| Laos            | 1   | 1  | 0  | 0   | 4   | 2   | +2   |
| Líbano          | 5   | 2  | 0  | 3   | 16  | 24  | −8   |
| Macao           | 2   | 2  | 0  | 0   | 14  | 2   | +12  |
| Maldivas        | 2   | 2  | 0  | 0   | 17  | 4   | +13  |
| México          | 1   | 0  | 0  | 1   | 1   | 2   | −1   |
| Birmania        | 8   | 7  | 1  | 0   | 33  | 13  | +20  |
| Países Bajos    | 1   | 0  | 0  | 1   | 0   | 5   | −5   |
| Nueva Caledonia | 2   | 2  | 0  | 0   | 14  | 6   | +8   |
| Nueva Zelanda   | 2   | 1  | 0  | 1   | 8   | 5   | +3   |
| Panamá          | 1   | 0  | 0  | 1   | 1   | 4   | −3   |
| Filipinas       | 10  | 10 | 0  | 0   | 84  | 25  | +59  |
| Polonia         | 1   | 0  | 0  | 1   | 1   | 6   | −5   |
| Catar           | 3   | 1  | 0  | 2   | 7   | 12  | −5   |
| Arabia Saudita  | 3   | 1  | 1  | 1   | 11  | 11  | 0    |
| Singapur        | 4   | 2  | 1  | 1   | 21  | 9   | +12  |
| Islas Salomón   | 1   | 1  | 0  | 0   | 4   | 1   | +3   |
| Sudáfrica       | 1   | 1  | 0  | 0   | 4   | 2   | +2   |
| Corea del Sur   | 1   | 1  | 0  | 0   | 4   | 3   | +1   |
| España          | 1   | 0  | 0  | 1   | 0   | 15  | −15  |
| Tahití          | 2   | 1  | 1  | 0   | 8   | 5   | +3   |
| Tayikistán      | 1   | 0  | 0  | 1   | 1   | 9   | −8   |
| Timor Oriental  | 1   | 1  | 0  | 0   | 12  | 2   | +10  |
| Tailandia       | 20  | 0  | 0  | 20  | 18  | 132 | −114 |
| Turkmenistán    | 2   | 0  | 2  | 0   | 12  | 12  | 0    |
| Estados Unidos  | 2   | 0  | 0  | 2   | 3   | 18  | −15  |
| Uruguay         | 2   | 0  | 0  | 2   | 4   | 9   | −5   |
| Uzbekistán      | 9   | 0  | 0  | 9   | 15  | 64  | −49  |
| Vanuatu         | 1   | 1  | 0  | 0   | 9   | 5   | +4   |
| Vietnam         | 18  | 7  | 3  | 8   | 70  | 67  | +3   |
| Total           | 192 | 69 | 19 | 104 | 686 | 869 | −183 |